# Петров, Никита Васильевич
Ники́та Васи́льевич Петро́в (род. 31 января 1957, Киев) — российский историк и общественный деятель. Заместитель председателя Совета Научно-информационного и просветительского центра общества «Мемориал». Доктор философии (PhD) по истории.

## Биография
Родился 31 января 1957 года в Киеве. В августе 1960 года семья переехала в Москву. В 1974 году поступил в Московский химико-технологический институт и окончил его в 1980 году, защитив дипломную работу по теме, связанной с химией фтористых соединений урана. В апреле 1980 года поступил на учёбу в аспирантуру Института атомной энергии имени Курчатова, где работал над диссертацией о химических соединениях плутония.
С декабря 1988 года участвовал в научных семинарах общества «Мемориал». С июня 1990 года заместитель председателя Совета Научно-информационного и просветительского центра «Мемориал». После событий августа 1991 года — эксперт комиссии Верховного Совета РСФСР по приёму-передаче архивов КПСС и КГБ на государственное хранение. В 1992 году — эксперт Конституционного суда в процессе разбирательства «дела КПСС».
Специализируется на истории советских органов безопасности. Известен как автор-составитель (ряд работ совместно с К. Скоркиным и А. Кокуриным) многих справочников, описывающих структуру и функции советских спецслужб с 1917 по 1991 год, содержащих биографии нескольких тысяч представителей их высшего руководящего состава.
В 2008 году получил степень PhD по истории, защитив в Амстердамском университете диссертацию по теме «Сталин и органы НКВД-МГБ в советизации стран Центральной и Восточной Европы. 1945—1953 гг.»

## Награды
24 марта 2005 Никита Петров был награждён Крестом Рыцаря Ордена Заслуг перед Республикой Польша за его усилия в раскрытии правды о репрессиях против поляков во время Второй мировой войны.

## Отзывы и критика
Саймон Себаг-Монтефиоре считает, что «Никита Петров <…> самый лучший из работающих сегодня в России исследователей тайной полиции».
В предисловии к коллективной монографии «Вызов традиционным взглядам на российскую историю» вышедшей под редакцией Стивена Уиткрофта, указано, что «вклад таких ведущих учёных, как Виктор Данилов, Олег Хлевнюк и Никита Петров, был огромен».

### Оговорка во время интервью на радиостанции «Эхо Москвы»
В 2010 году, давая интервью на радиостанции «Эхо Москвы», Н. В. Петров сказал, что в 1937—1938 годах в СССР было арестовано «свыше полутора тысяч миллионов человек». Хотя ведущая несколько раз переспросила его насчёт этой цифры, но он дважды, не замечая своей ошибки, повторил её, однако при этом уточнив «с июля 1937 года по ноябрь 1938-го» «по 100 тысяч человек в месяц примерно». И затем, когда ведущая уже спросила прямо: «1,5 миллиона или 1,5 тысячи миллионов?», Петров сразу же исправился, сказав, что, конечно, имел в виду 1,5 миллиона человек.
Данный инцидент привлёк внимание историка А. Р. Дюкова, который написал в своём ЖЖ заметку «О дряни», где привёл цитату Петрова с оговоркой и в резкой форме негативно оценил его профессиональные качества как историка. На следующий день на сайте KMnews.ru появилась статья «Как Сталин „арестовал“ 3/4 населения Земли», где высмеивались профессиональные качества Петрова и утверждалось, что «так и переписывается история СССР и история Великой Отечественной войны». Затем на сайтах КПРФ появились заметки с данной цитатой как пример антикоммунистической пропаганды. Публицист И. В. Пыхалов 3 года спустя издал книгу «Сталин без лжи. Противоядие от „либеральной“ заразы», где снова процитировал оговорку Петрова. В 2016 году режиссёр Н. С. Михалков, в своей книге «Бесогон. Россия между прошлым и будущим» вспомнил об этой оговорке и отозвался о ней так: «Какой апломб и какие амбиции! С какой уверенностью называются абсурдные цифры. <…> Но вы мозг-то включите хоть на секундочку!».
Сам Никита Петров в 2015 году так отозвался об ажиотаже, возникшем вокруг этой оговорки: «Конечно, забавно наблюдать некоторый нездоровый ажиотаж вокруг передачи 5-летней давности. Наверное, когда так горячо обсуждают и смакуют оговорку в эфире — это и есть общественное признание».

## Взгляды
- По его мнению, «люди не отличают на самом деле насильственное убийство предумышленное от неосторожного, например. Отсюда все эти рискованные параллели. А вот при Ельцине, когда реформы были, при Гайдаре столько-то людей от голода умерли, хотя, конечно, это тоже натяжка и лукавство. Но им кажется, что это одно и то же с тем, что при Сталине кого-то расстреляли. На самом деле, это непонимание умысла, который образует субъективную вину палача и того, кто, например, не воспрепятствовал чему-то. Да, он тоже виноват, но это иная ответственность»[16].

- Считает, что СССР «несёт равную с Германией ответственность за развязывание Второй мировой войны»[17][18].

- Об освобождении Советским Союзом стран Восточной Европы в ходе Второй мировой войны отмечал: «Туда, куда пришла Красная армия, туда пришёл советский террористический режим и там уже начиналось строительство типичных тоталитарных государств и массовые репрессии»[17].

- Выступает за признание «советского режима преступным»[18], назвав его «тоталитарной человеконенавистнической системой»[18].

- Считает, что в плане своих методов, идеологии и объяснений сегодняшняя Россия — это реинкарнация Третьего Рейха:

Гитлер накануне войны говорил, что надо собирать немецкий народ, немецкие земли, что немцы — это самая разделённая нация. Несколько лет назад Путин сказал, что русские — это самая разделённая нация в мире. Если к этому добавить его высказывания о том, что распад СССР — это крупнейшая геополитическая катастрофа века, то весь набор реваншистских идей для оправдания агрессивных войн у нас уже есть.
— 

## Книги
- Петров Н. В., Кокурин А. И. ВЧК-ОГПУ-НКВД-НКГБ-МГБ-МВД-КГБ. 1917—1960. Справочник. — М., 1997.
- Петров Н. В., Скоркин К. В. Кто руководил НКВД. 1934—1941 гг. Справочник[20]. — М.: Звенья, 1999. — 503 c. — ISBN 5-7870-0032-3
- Петров Н. В., Кокурин А. И. ГУЛАГ: Главное управление лагерей. 1918—1960. — М., 2000.
- Петров Н. В., Кокурин А. И. Лубянка. Органы ВЧК-ОГПУ-НКВД-НКГБ-МГБ-МВД-КГБ. 1917—1991. Справочник. — М.: Международный фонд «Демократия», 2003.
- Петров Н. В. Первый председатель КГБ Иван Серов. — М.: Материк, 2005.
- Петров Н. В., Янсен М. «Сталинский питомец» — Николай Ежов / Пер. с англ. Н. Балашова и Т. Никитиной. — М.: РОССПЭН; Фонд первого Президента России Б. Н. Ельцина, 2008. — 447 с. — (История сталинизма). — ISBN 978-5-8243-0919-5.
- Петров Н. В. Кто руководил органами Госбезопасности. 1941—1954 гг. Справочник. — М.: Звенья, 2010. — 1007 c. — ISBN 5-7870-0109-9
- Petrov N. Die sowjetischen Geheimdienstmitarbeiter in Deutschland. Der leitende Personalbestand der Staatssicherheitsorgane der UdSSR in der Sowjetischen Besatzungszone Deutschlands und der DDR von 1945—1954. Biografisches Nachschlagwerk. — Berlin, 2010.
- Петров Н. В. По сценарию Сталина. Роль органов НКВД-МГБ СССР в советизации стран Центральной и Восточной Европы. 1945—1953 гг. — М.: РОССПЭН, 2011.
- Петров Н. В. Палачи. Они выполняли заказы Сталина. — М.: Новая газета, 2011.
- Pietrow N. Psy Stalina. — Warszawa, 2012.
- Pietrow N. Stalinowski kat Polski. Sierow. — Warszawa, 2013.
- Награждены за расстрел. 1940. — М.: Международный фонд «Демократия», 2016. — 370 с. — ISBN 978-5-89511-046-1
- Время Андропова. — М.: РОССПЭН, 2023. — 768 с. : ил. — ISBN 978-5-8243-2525-6

## Публикации
- «Stalin’s Loyal Executioner: People’s Commissar Nikolai Ezhov, 1895—1940 Архивная копия от 29 апреля 2009 на Wayback Machine». Stanford: Hoover Institution Press, 2002. ISBN 0-8179-2902-9. (Совместно с Марком Янсеном[нидерл.]).
- Польская операция НКВД 1937—1938 гг. Архивная копия от 15 февраля 2017 на Wayback Machine (Совместно с А. Б. Рогинским).
- Репрессии в аппарате МГБ в последние годы жизни Сталина 1951—1953 Cahiers du monde russe, 2003, No. 44/2-3 pp. 403—436, Les pratiques administratives en Union soviétique, 1920—1960.
- Сталин и органы НКВД-МГБ в советизации стран Центральной и Восточной Европы. 1945—1953 гг. Архивная копия от 1 июня 2014 на Wayback Machine: [Диссертация], 2008.
- Преступный характер сталинского режима: юридические основания Архивная копия от 19 сентября 2018 на Wayback Machine — лекция на Полит.ру, 19 ноября 2009.